# Tetramorium jordani
Tetramorium jordani är en myrart som beskrevs av Santschi 1937. Tetramorium jordani ingår i släktet Tetramorium och familjen myror. Inga underarter finns listade i Catalogue of Life.